# Aloe multicolor
Aloe multicolor är en grästrädsväxtart som beskrevs av Leonard Eric Newton. Aloe multicolor ingår i släktet Aloe och familjen grästrädsväxter. Inga underarter finns listade i Catalogue of Life.